# 黒田 (小惑星)
黒田（くろだ、7241 Kuroda）は、太陽系の小惑星のひとつ。火星と木星の間の軌道を公転している。北海道の北見市で発見された。

## 命名
1999年2月、渡辺和郎と山田義弘の推薦により、当時兵庫県立西はりま天文台で台長を務めていた黒田武彦に因んで命名された。